# Хронология вторжения России на Украину (июнь 2024)
Данная статья является частью хронологии широкомасштабного вторжения РФ на Украину и описывает события, произошедшие в июне 2024 года.

## 1 июня
В ночь на 1 июня российские войска нанесли  очередной удар по энергосистеме Украины. По данным ВСУ, россияне использовали 53 ракеты различных типов и 47 ударных беспилотников, из которых  удалось сбить 35 ракет и 46 дронов. Атакованы были энергетические объекты в Запорожской, Днепропетровской, Донецкой, Кировоградской, Ивано-Франковской областях.
После российской атаки крупнейшая гидроэлектростанция Украины — ДнепроГЭС — оказалась в «критическом состоянии».

## 2 июня

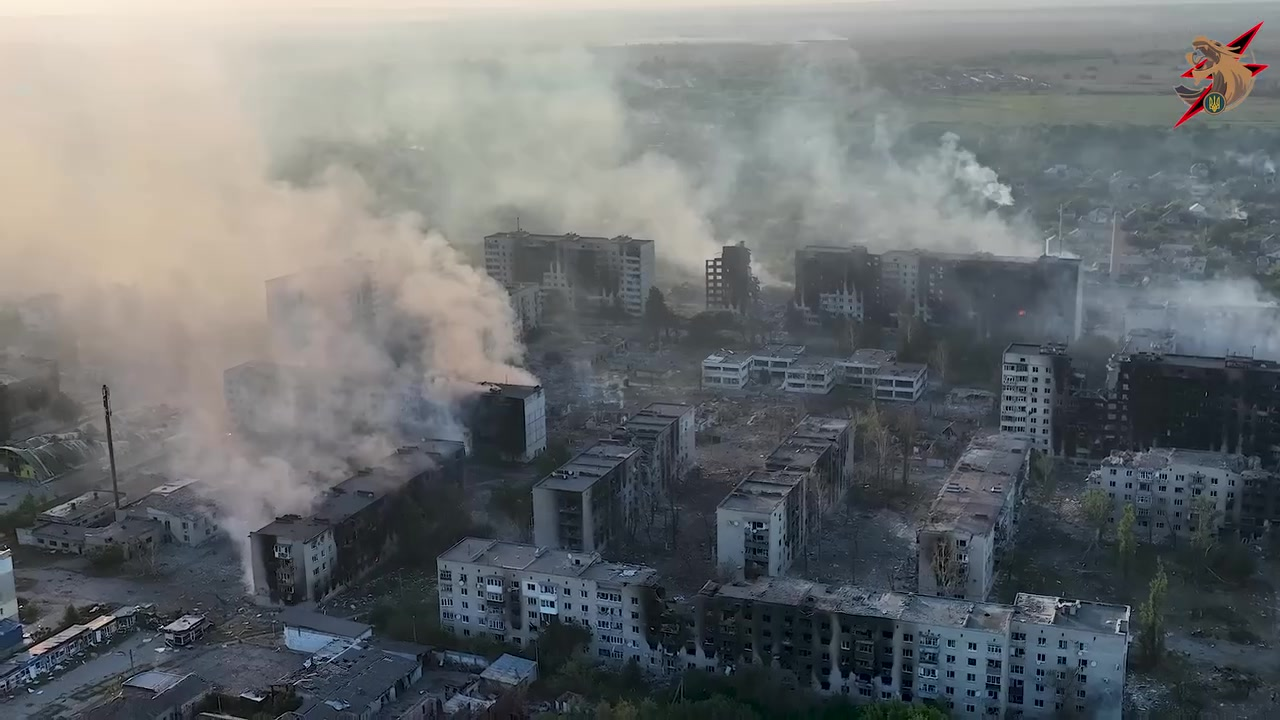
Руины Волчанска во время боёв в Харьковской области, 2 июня

Согласно заявлениям главы Белгородской области Вячеслава Гладкова, в результате украинского обстрела города Шебекино ранения получили 6 человек.

## 3 июня
Согласно заявлениям Министерства обороны РФ, российские силы заняли населённый пункт Уманское, расположенный в 30 км от Донецка.

## 5 июня
Владимир Путин заявил, что в российском плену находится 6465 украинцев, а в украинском плену — 1348 российских военных.
На встрече с руководителями международных информагентств Путин непреднамеренно указал, что российские вооружённые силы, возможно, несут около 20000 ежемесячных потерь на Украине, из которых 5000 — безвозвратные потери.

## 6 июня
Макрон объявил, что Франция передаст Украине неопределённое количество истребителей «Мираж» 2000-5 и поможет в обучении и оснащении одной украинской бригады численностью 4500 человек.

## 7 июня
Украинские силы нанесли удар ракетами ATACMS по Луганску. Россияне утверждают, что ракет было 12 и удар был по окрестностям мемориала Острая могила, где находились казармы и нефтебаза.

## 9 июня
ГУР МО Украины заявило, что украинским силам удалось впервые поразить российский истребитель пятого поколения Су-57. Согласно заявлению ГУР, Су-57 был поражён на аэродроме Ахтубинск Астраханской области за 589 км от линии фронта.

## 10 июня
Министерство обороны РФ заявило о взятии 218-м танковым и 394-м мотострелковым полками села Старомайорское в Донецкой области.
10-й танковый полк занял Парасковиевку Покровского района, по утверждению Белоусова.

## 11 июня
Бывший мэр Купянска пророссийский коллаборационист Геннадий Мацегора скончался после покушения 7 июня. Украинской прокуратурой он подозревался в государственной измене.

## 12 июня

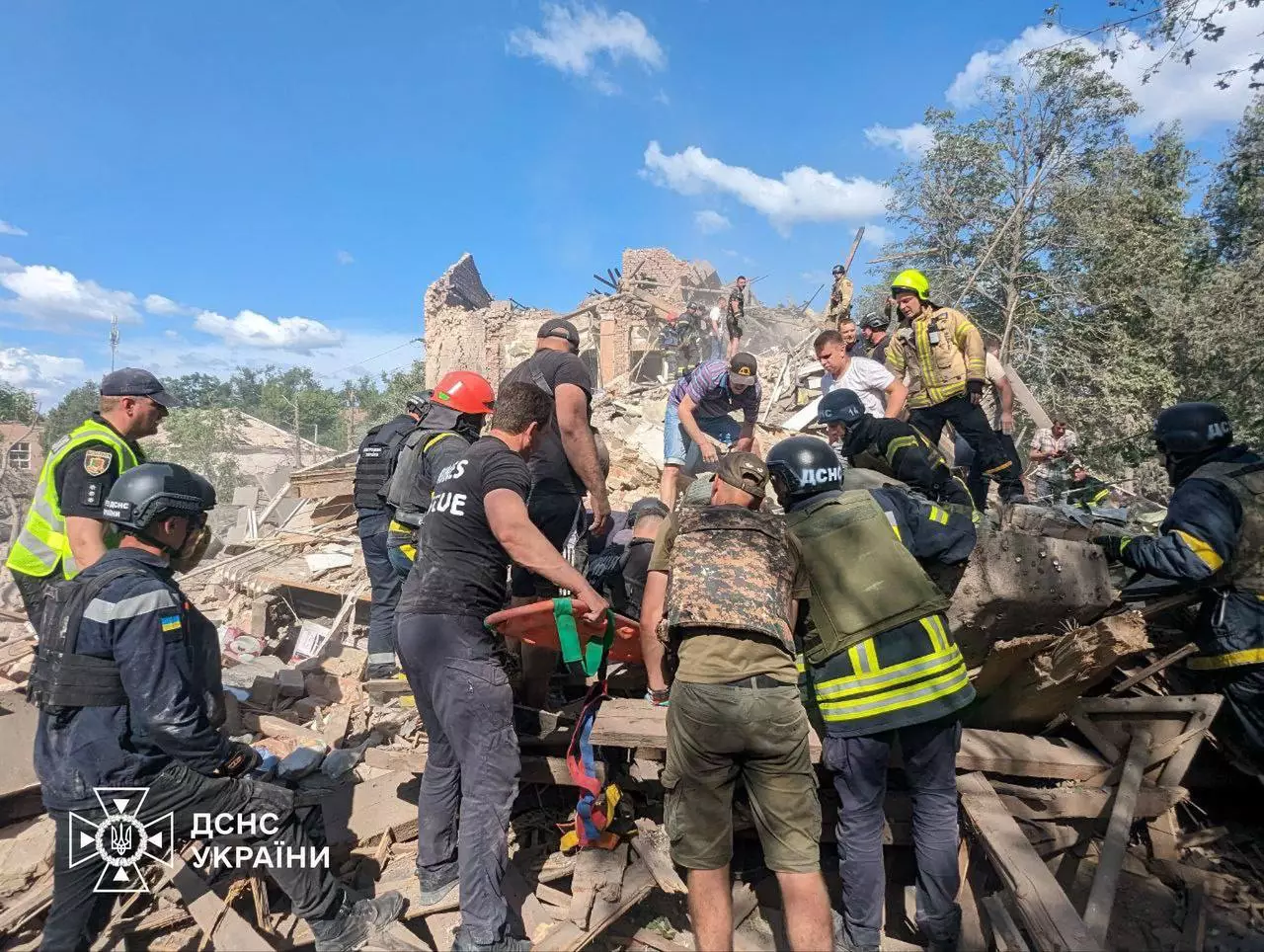
Разрушения в Кривом Роге после ракетного удара

Ночной российский обстрел Украины ракетами и беспилотниками. По данным украинских военных, были запущены 4 крылатые ракеты Х-101/Х-555, одна баллистическая ракета «Искандер-М», одна аэробаллистическая ракета Х-47М2 «Кинжал» и 24 беспилотника «Шахед-131/136». Как сообщается, все ракеты, кроме «Искандера», были сбиты.
Часть ракет и беспилотников летела на Киев. Там разрушений и пострадавших не было, но в Киевской области, по данным местных властей, из-за падения обломков загорелись промышленный объект и складское помещение, повреждены частный дом, АЗС и гараж, один человек ранен. В Днепропетровской области сбиты 11 беспилотников, повреждены 9 частных домов, пострадали три человека. В Сумской области повреждён объект энергетической инфраструктуры, в результате чего остались без электроснабжения 14 населённых пунктов. Минобороны РФ заявило о комбинированном ударе по «стоянкам самолётов и инфраструктуре авиационной базы ВСУ, а также пункту временной дислокации иностранных наёмников, местам подготовки к применению безэкипажных катеров, складам боеприпасов и взрывчатых веществ».
Днём российская армия нанесла ракетный удар по Кривому Рогу. По сообщению Сил обороны юга Украины, повреждены административное здание и жилой многоквартирный дом. Погибли 9 человек, ранены 29.

## 13 июня
Президент США Джо Байден и премьер-министр Японии Фумио Кисида встретились с президентом Украины Владимиром Зеленским и заключили с ним соглашения о гарантиях безопасности. Теперь такой договор у Украины подписан со всеми странами G7. Ранее подобные соглашения с Украиной подписали ещё восемь стран за пределами G7 – в их числе Дания, Латвия, Нидерланды и Финляндия. Аналогичное соглашение также собирается подписать с Киевом Евросоюз. В соответствии с этими соглашениями, страны обязуются предоставить Украине различные виды дополнительной военно-технической и финансово-экономической помощи.

## 14 июня
По информации пресс-службы Минобороны РФ, силы российской ПВО ночью сбили 87 украинских беспилотников над шестью приграничными регионами России.
В результате удара дрона-камикадзе по автомобилю в селе Муром Белгородской области погибла женщина. В посёлке Октябрьский в результате удара РЗСО погибла также женщина.
Российский президент Владимир Путин выдвинул свои условия для прекращения войны с Украиной, главными из которых были два пункта: отказ Украины от вступления в НАТО и вывод украинских войск с территорий Донецкой, Луганской, Запорожской и Херсонской областей. Таким образом, Путин потребовал передачи ему ряда крупных городов, которые находились под контролем Украины: Запорожья, Херсона, Краматорска, Славянска, Покровска, с последующим официальным признанием Украиной «новых территориальных реалий» — статуса Крыма, Донецкой, Луганской, Запорожской и Херсонской областей как субъектов Российской Федерации. Помимо этого Путин потребовал «демилитаризации и денацификации» Украины и её нейтрального, внеблоковый, безъядерного статуса, а также «обеспечения прав» русскоязычного населения Украины и снятия санкций Запада с России.

## 15 июня
Согласно заявлениям губернатора Белгородской области Вячеслава Гладкова, в результате обстрела ВСУ в Шебекино обрушился подъезд жилого дома, погибли 5 человек, 6 получили ранения.

## 19 июня

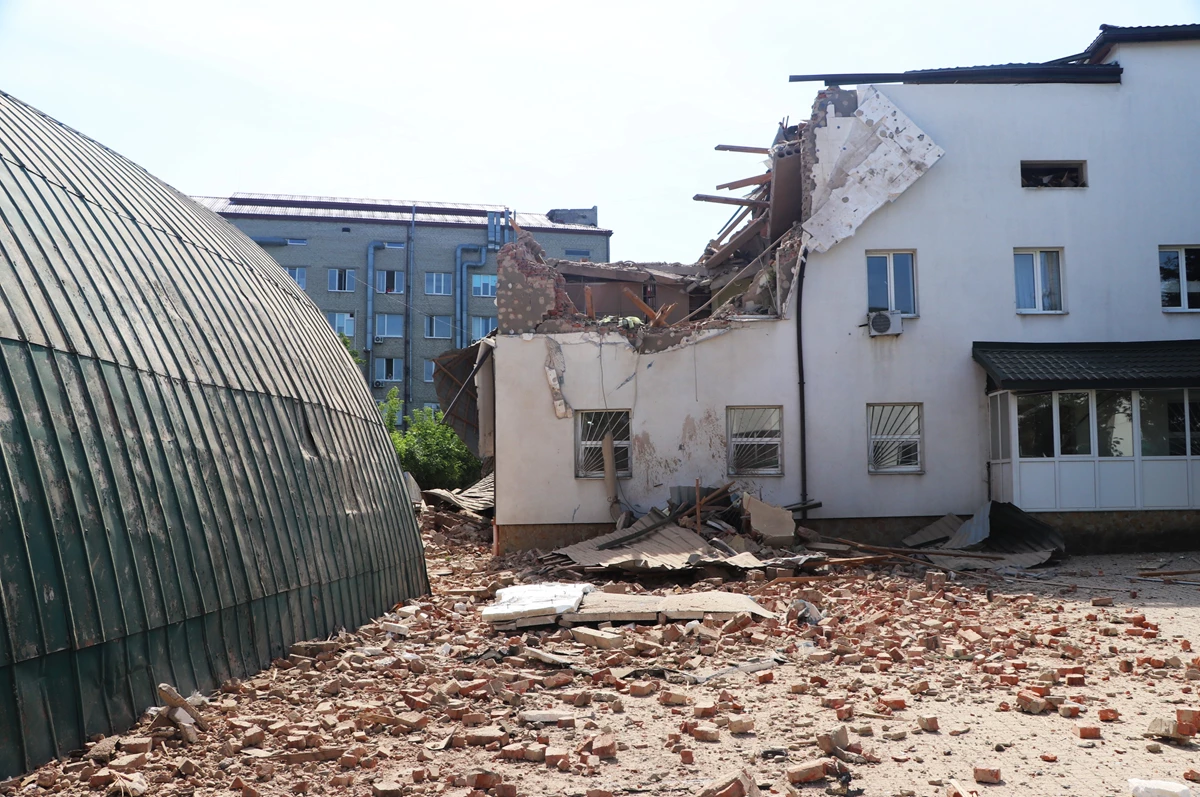
Здание НИИ ветеринарных препаратов и кормовых добавок во Львове после атаки

Российские войска начали наступление на торецком направлении.
Российская ночная атака беспилотников. По данным Воздушных сил ВСУ, был запущен 21 беспилотник, из которых 19 сбиты. Во Львовской области пострадали два человека. Во Львове обломками беспилотника частично разрушено одно из зданий Государственного научно-исследовательского контрольного института ветеринарных препаратов и кормовых добавок.

## 20 июня
Ночью с 19 на 20 июня ВС РФ нанесли удары по объектам энергетики, расположенным в Днепропетровской, Винницкой, Киевской и Донецкой областях. По информации компании ДТЭК, под обстрел попала одна из ТЭС, получившая сильные повреждения. Пострадали семеро рабочих. Также в Броварском районе получила повреждения высоковольтная ЛЭП.

## 22 июня

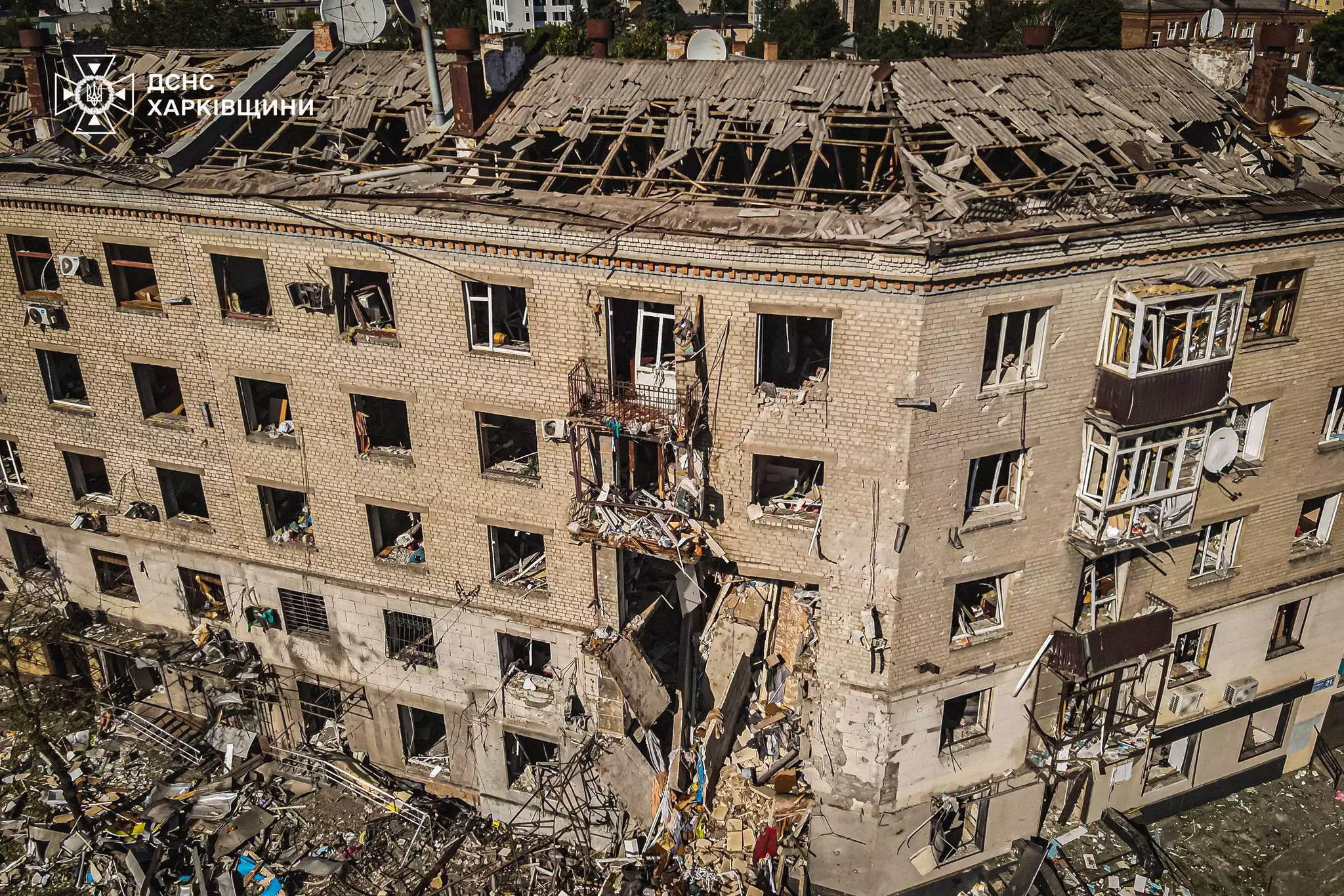
Дом в Харькове после бомбардировки

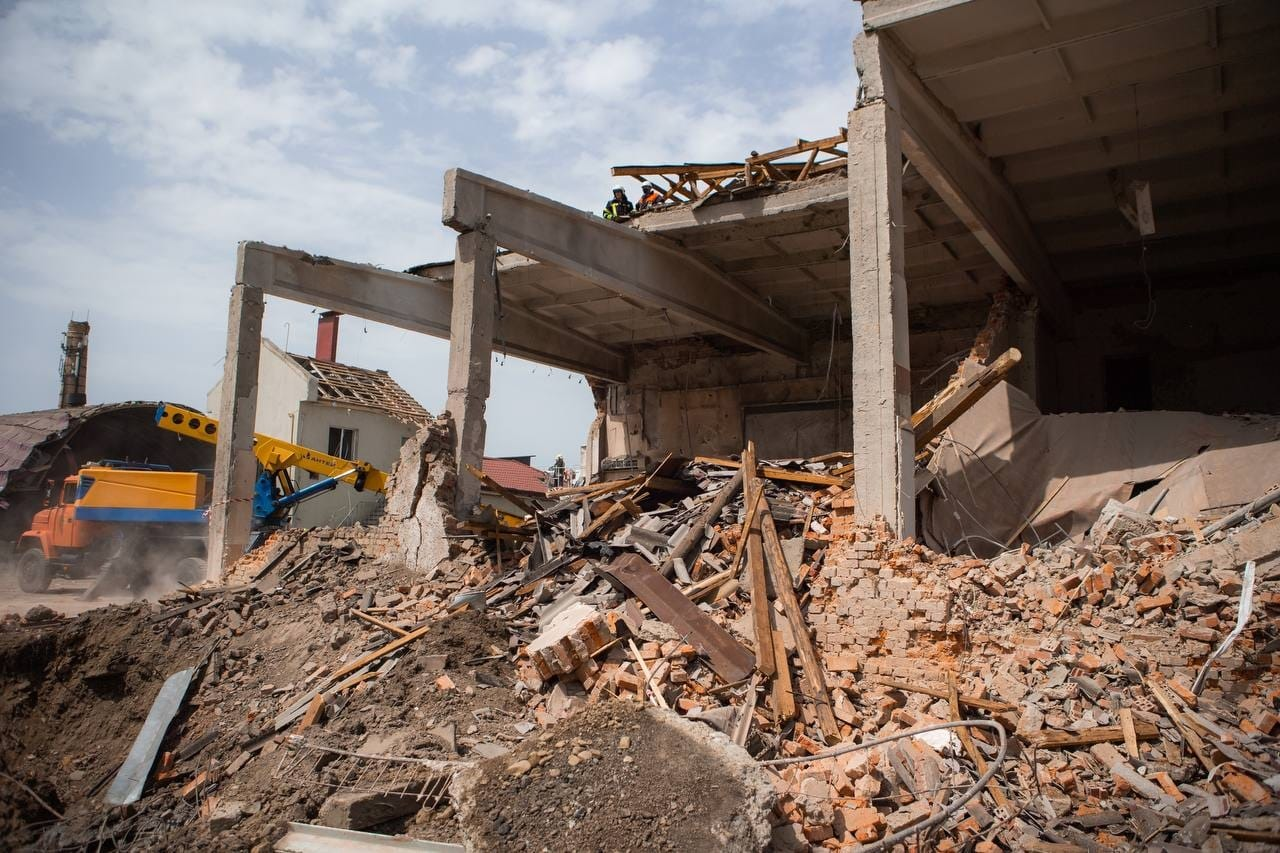
Один из корпусов Ивано-Франковского университета нефти и газа после ракетного удара

Ночью территория Украины подверглась атаке российских ударных беспилотников «Shahed-136». По информации Воздушных сил Украины, были сбиты все 13 запущенных беспилотников. Под утро был нанесён ракетный удар 10 ракетами Х101/Х-555 (7 сбито), 2 Искандер-К (одна сбита), 4 Калибрами (сбиты все).
- В Укрэнерго заявили, что в результате ночных атак было повреждено оборудование энергетической инфраструктуры в Запорожской и Львовской областях.
- В Запорожье пострадали два человека.
- В Львовской области на атакованном объекте начался пожар.
- Был нанесён ракетный удар по Ивано-Франковском национальному техническому университету нефти и газа, несколько корпусов были частично разрушены. В результате этого ракетного удара получили повреждения и жилые дома; в здании детского сада выбило окна[28].

Днём ВС РФ нанесли удар по Харькову управляемыми авиабомбами. Удар пришёлся по жилому дому. Погибли три человека и пострадали 52.

## 23 июня
По сообщению Минобороны РФ, ВСУ нанесли удар по Крыму пятью ракетами ATACMS, заряженными кассетными боеприпасами. Четыре ракеты были сбиты ПВО, пятая сдетонировала в воздухе недалеко от пляжа в северной части Севастополя. По информации губернатора Севастополя Михаила Развожаева, более 100 человек получили ранения. 4 человека, включая двоих детей, погибли. По информации Министерства здравоохранения РФ, пострадали 124 человека, среди которых 27 детей.
Атака джихадистов в Дагестане. Глава региона Сергей Меликов сообщил о более 15 погибших силовиках и нескольких мирных жителях, а также шестерых убитых нападавших. Меликов связал теракты с российским вторжением в Украину.

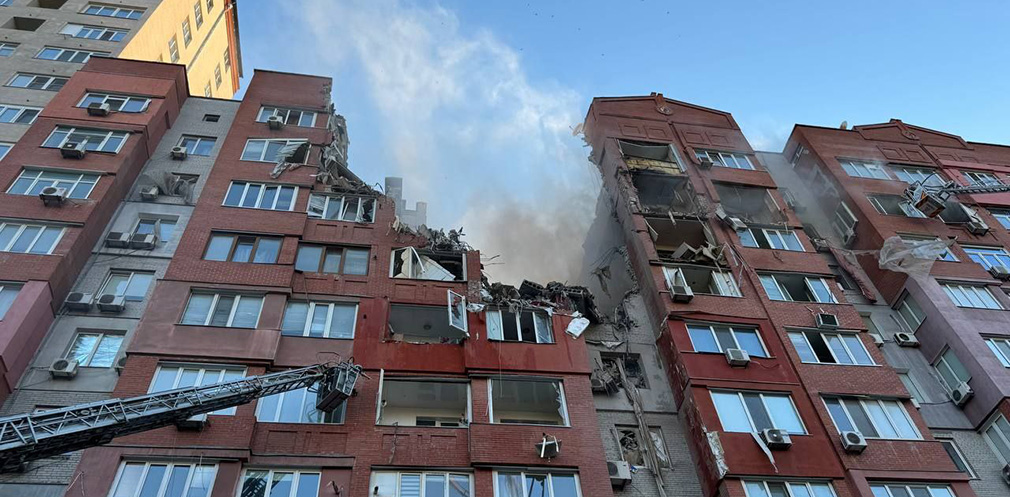
Дом в Днепре после удара

## 28 июня
Вечером в День Конституции Украины ВС РФ нанесли ракетный удар по девятиэтажному жилому дому в Днепре. Погибли три человека и пострадали 12.

## 29 июня

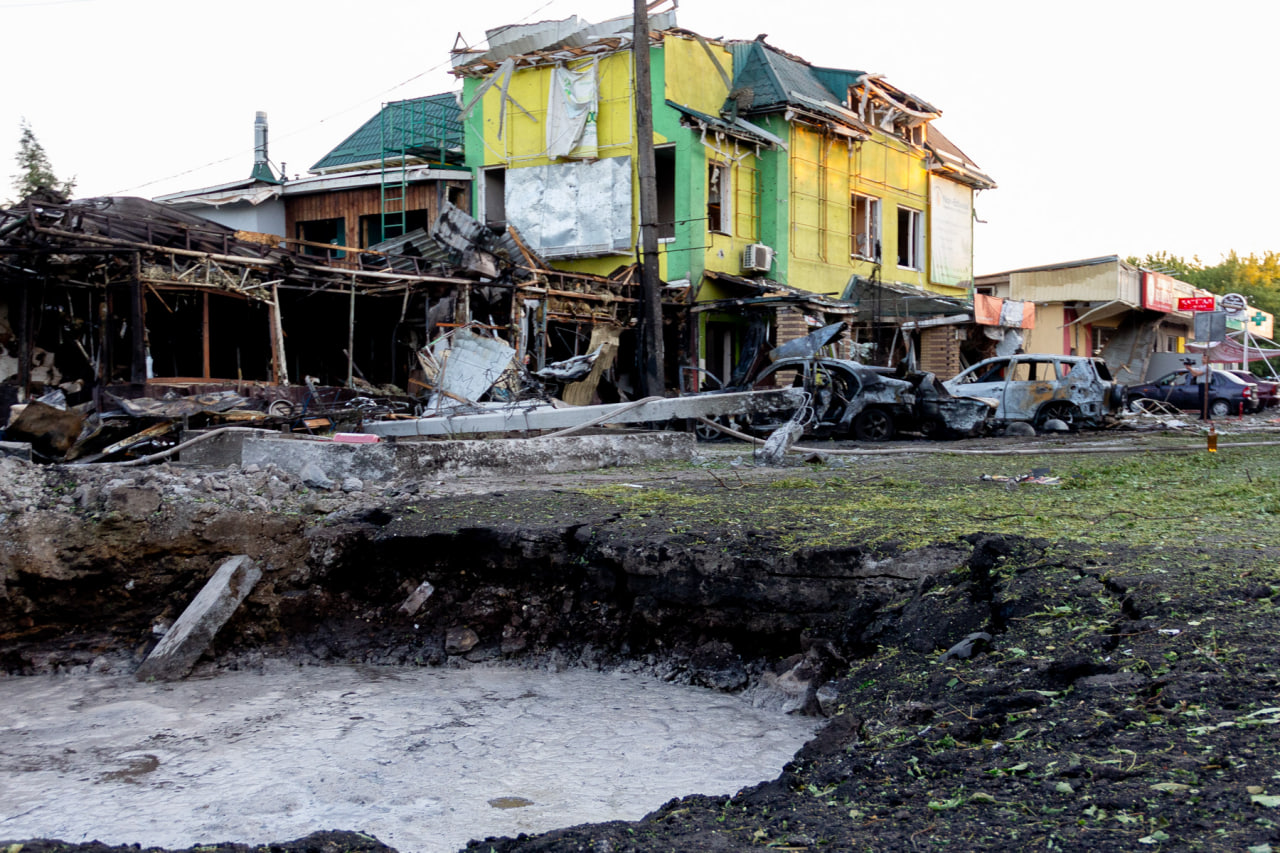
Разрушения в Вольнянске после удара

Российский ракетный удар по Вольнянску (Запорожская область). Погибли 7 человек (в том числе трое детей) и пострадали 38. По данным местных властей, повреждены объект критической инфраструктуры, магазин и жилые дома. Следующий день в области был объявлен днём траура.

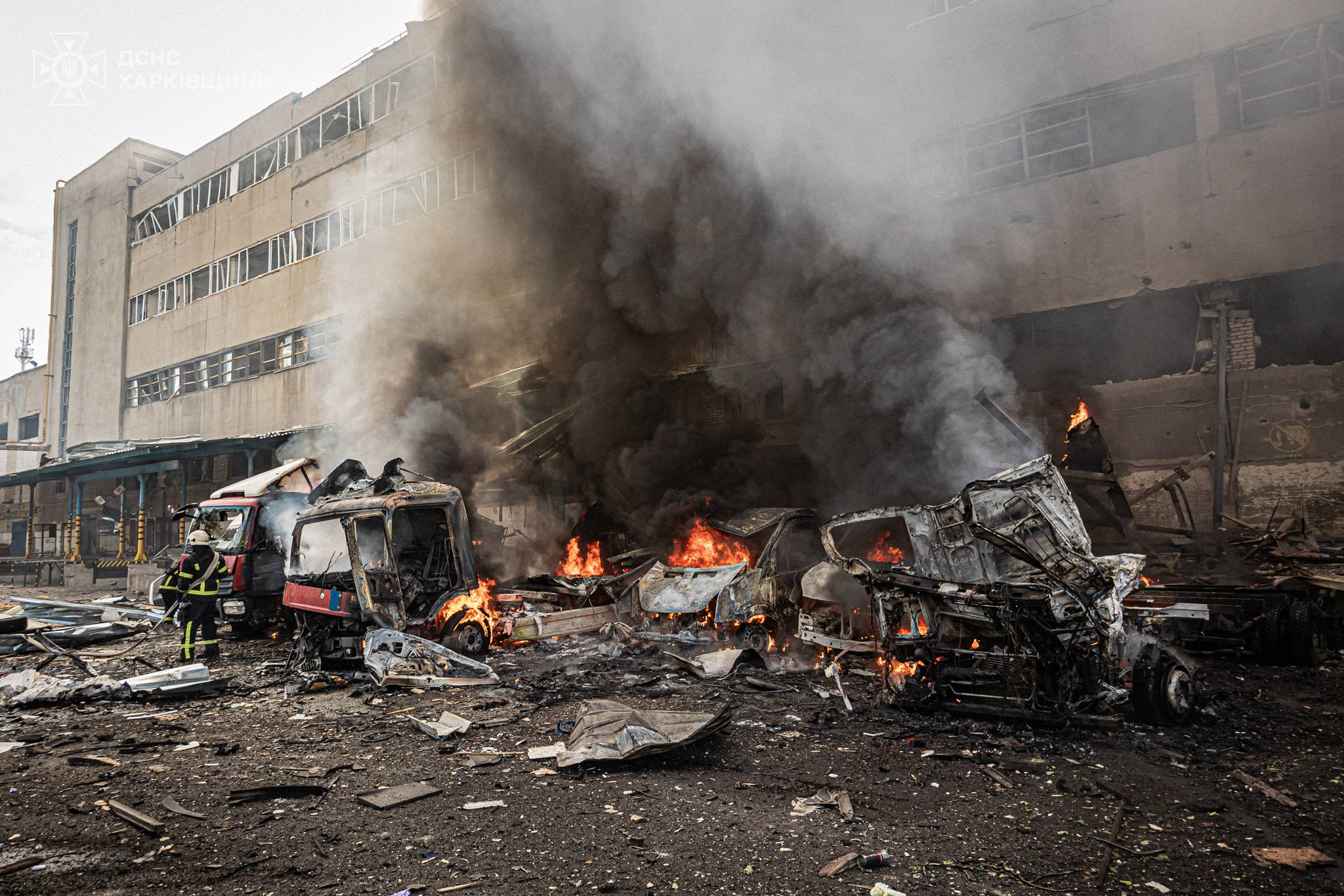
Терминал «Новой почты» в Харькове после удара

## 30 июня
Минобороны РФ заявило об атаке украинских беспилотников. По его данным, были сбиты 15 беспилотников — над Курской, Липецкой, Воронежской, Брянской, Орловской и Белгородской областью. 9 беспилотников, по данным местных властей, были сбиты над промышленной зоной Липецка. Пресс-служба Новолипецкого металлургического комбината заявила об атаке роя дронов.
Днём ВС РФ сбросили управляемую авиабомбу на терминал «Новой почты» в Харькове. Погиб 1 человек, пострадали 9.
Минобороны РФ объявило о захвате посёлков Новоалександровка и Спорное Донецкой области.